# Erik Grönbom
Erik Grönbom, född 25 juni 1763 i Torpa socken, Västmanlands län, död efter 1815. Han var en klavikordbyggare, lutbyggare (svenska lutor) i Sverige.  

## Biografi
Erik Grönbom föddes 25 juni 1763 på Västra Ekeby i Torpa socken, Västmanlands län. Han var son till skomakaren Eric Grönbom och Anna Johansdotter.
Han arbetade som gesäll åt Pehr Lindholm och Pehr Lundborg. 1799 ansökte Grönbom hos Stockholms hallrätt att få göra ett mästarprov. Han fick avslag och tog frågan vidare till Kommerskollegium där han fullbordade det 1802. Han hade skriftlig kontakt med instrumentmakarna (fiolmakarna) Daniel Wickström och Johan Jerner. Då de ville förhindra att han skulle tillverka några annat instrument än klaver. Från 1805 går det spåra att han hade en verkstad. Verkstaden låg 1810 på kvarter Urvädersklippan mindre nummer 116 i Katarina församling. Från 26 november 1810 till 24 september 1811 var Grönbom i bolag med Johan Appelgren under namnet Grönbom & Co.
Grönbom flyttade från Maria församling och arbetar hos där som Schatullmakargesäll. Han flyttade i november 1812 till Jakobs församling i Stockholm. Där blev han gesäll hos instrumentmakaren Lorentz Mollenberg.